# Katima Mulilo
Katima Mulilo es la capital de Zambezi una de las regiones administrativas de Namibia. La ciudad se encuentra situado sobre las márgenes del río Zambezi, a 500 kilómetros al este de la ciudad de Rundu. Cuando fue censada en agosto de 2001 la ciudad tenía 22.694 habitantes.

## Historia
Fue fundada en 1935 para reemplazar como principal asentamiento de la zona a Schuckmannsburg, el cual fue establecido por los alemanes cuando ellos tuvieron el control del territorio.
Durante el periodo de ocupación de Namibia (entonces llamada África del Sudoeste) por parte de Sudáfrica, y mientras se aplicaron las políticas de "desarrollo separado" del apartheid, la ciudad sirvió como capital administrativa de Lozilandia, un bantustán (Estado no reconocido internacionalmente), entre 1973 y 1989. EN 1989 el país fue invadido por Namibia y disuelto oficialmente.
Debido a su posición aislada y al hecho de que se ignoraron las fronteras tradicionales tribales (más incluso de lo que era normal al trazar los mapas de la era poscolonial), la zona alrededor de Katima Mulilo ha sido escenario de frecuentes revueltas. En agosto de 1999, la ciudad estuvo sujeta a violentas manifestaciones por parte de separatistas que pretenden la creación de un estado independiente en la zona.